# Банянска-Река

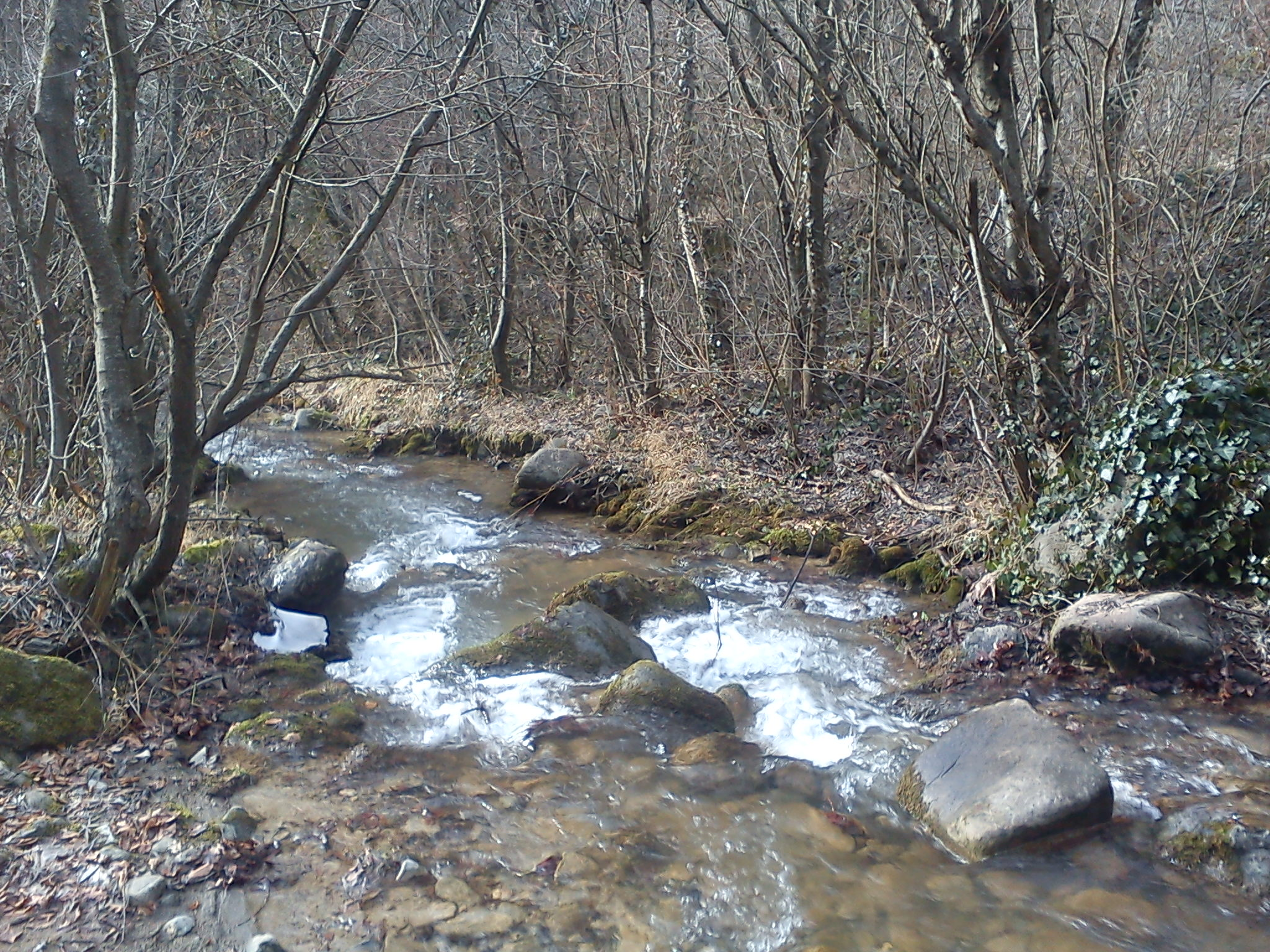
Банянска-Река

Банянска-Река (мак. Бањанска Река)  — річка в Північній Македонії, ліва притока річки Лепенец. Довжина — 15 км. Бере початок на схилах гори Скопска-Црна-Гора. На річці активно будується міні-ГЕС.